# Lista das 100 Mulheres (BBC) do ano de 2022
A lista das 100 Mulheres (BBC) do ano de 2022 premiou 100 mulheres por serem inspiradoras e influentes em diversas áreas. A série examina o papel das mulheres no século XXI e inclui eventos em Londres, no México e no Brasil. Assim que a lista é divulgada, é o começo do que é descrito pelo projeto como a "temporada das mulheres da BBC", com duração de três semanas, que inclui a transmissão, relatórios online, debates e criação de conteúdo jornalístico sobre o tópico das mulheres. A lista 100 Mulheres (BBC) é publicada anualmente desde 2013.
Na lista encontra-se Olena Zelenska, arquiteta pela Kryvyi Rih National University, roteirista e atual primeira-dama da Ucrânia. Após a invasão russa, Olena usou suas redes para chamar atenção para o sofrimento do povo de seu país, isso a tornou a primeira mulher de um presidente não americano a se dirigir diretamente ao Congresso dos Estados Unidos.

| Imagem | Nome                        | Nacionalidade                                | Descrição                                                                                      | Referências |
| ------ | --------------------------- | -------------------------------------------- | ---------------------------------------------------------------------------------------------- | ----------- |
|        | Ainura Sagyn                | Quirguistão                                  | engenheira de Computação Quirguistã, Ecofeminista e empreendedora                              |             |
|        | Alexandra Skotchilenko      | Rússia                                       | artista e música russa                                                                         |             |
|        | Alice Pataxó                | Brasil                                       | ativista do clima e jornalista                                                                 |             |
|        | Alla Pugacheva              | Rússia                                       | cantora russa                                                                                  |             |
|        | Asonele Kotu                | África do Sul                                | empresária de tecnologia sul-africana                                                          |             |
|        | Aye Nyein Thu               | Myanmar                                      | médica de Myanmar                                                                              |             |
|        | Ayesha Malik                | Paquistão                                    | Primeira juíza mulher do Tribunal Superior do Paquistão                                        |             |
|        | Billie Eilish               | Estados Unidos                               | cantora e compositora norte-americana                                                          |             |
|        | Cecilia Flores              | México                                       | ativista mexicana, fundadora das Madres Buscadoras do México                                   |             |
|        | Chanel Contos               | Austrália                                    | ativista contra o abuso sexual                                                                 |             |
|        | Cheng Yen                   | Taiwan                                       | freira budista de Taiwan                                                                       |             |
|        | Dilek Gürsoy                | Alemanha                                     | cirurgiã cardíaca turco-alemã                                                                  |             |
|        | Dima Aktaa                  | Síria                                        | paratleta síria                                                                                |             |
|        | Efrat Tilma                 | Israel                                       | ativista transgênero israelense                                                                |             |
|        | Elnaz Rekabi                | Irão                                         | alpinista iraniana                                                                             |             |
|        | Erika Hilton                | Brasil                                       | ativista e política brasileira                                                                 |             |
|        | Erika Liriano               | República Dominicana                         | empreendedora de cacau dominicana                                                              |             |
|        | Esraa Warda                 | Estados Unidos                               | dançarina argelina-americana                                                                   |             |
|        | Fatima Amiri                | Afeganistão                                  | estudante afegã sobrevivente de atentado a bomba em escola                                     |             |
|        | Geetanjali Shree            | Índia                                        | escritora indiana                                                                              |             |
|        | Gehad Hamdy                 | Egito                                        | dentista egípcia e humanitária                                                                 |             |
|        | Geraldina Guerra Garcés     | Equador                                      | ativista anti-femicida equatriziana                                                            |             |
|        | Gisuboran                   | Irão                                         | protesto de mulheres iranianas cortando seu cabelo                                             |             |
|        | Gohar Eshghi                | Irão Predefinição:Country data Irã Pahlavi   | ativista e mãe iraniana de uma vítima                                                          |             |
|        | Hadizatou Mani              | Níger                                        | ativista contra escravidão do Níger                                                            |             |
|        | Heidi Crowter               | Reino Unido                                  | ativista inglesa a favor das pessoas com deficiência                                           |             |
|        | Ibijoke Faborode            | Nigéria                                      | ativista dos direitos das mulheres nigerianas                                                  |             |
|        | Ifeoma Ozoma                | Estados Unidos                               | especialista em Políticas Públicas americana e advogada de Equidade da Indústria de Tecnologia |             |
|        | Iryna Kondratova            | Ucrânia                                      | pediatra ucraniana                                                                             |             |
|        | Jane R. Rigby               | Estados Unidos                               | astrofísica estadunidense                                                                      |             |
|        | Jebina Yasmin Islam         | Reino Unido                                  | ativista do Reino Unido contra a violência e a discriminação                                   |             |
|        | Joy Ezeilo                  | Nigéria                                      | advogada nigeriana                                                                             |             |
|        | Judith Heumann              | Estados Unidos                               | ativista americana dos direitos das pessoas com deficiência                                    |             |
|        | Judy Kihumba                | Quénia                                       | intérprete da linguagem de sinais queniana                                                     |             |
|        | Kadri Keung                 | Hong Kong britânico                          | designer de moda de Hong Kong                                                                  |             |
|        | Kimiko Hirata               | Japão                                        | ativista do clima japonês                                                                      |             |
|        | Kisanet Tedros              | Eritreia                                     | empreendedora educacional da Eritreia                                                          |             |
|        | Kristina Berdynskykh        | Ucrânia                                      | jornalista política ucraniana                                                                  |             |
|        | Laura McAllister            | Reino Unido                                  | jogadora de futebol galês (nascida em 1964)                                                    |             |
|        | Layli                       | Irão                                         | protestante iraniana                                                                           |             |
|        | Lina Abu Akleh              | Arménia Estado da Palestina                  | advogada de Direitos Humanos Palestinos-Armênios                                               |             |
|        | Maeen Al-Obaidi             | Iémen                                        | advogada iemenita                                                                              |             |
|        | Marie Christina Kolo        | Madagáscar                                   | ativista climática malgaxe, ecofeminista e empreendedora social                                |             |
|        | Maryna Viazovska            | Ucrânia                                      | matemática ucraniana                                                                           |             |
|        | María Fernanda Castro Maya  | México                                       | ativista de deficiência mexicana                                                               |             |
|        | Mi-gyeong Lee               | Coreia do Sul                                | produtora de filmes sul-coreana                                                                |             |
|        | Mia Mottley                 | Barbados                                     | política barbadense                                                                            |             |
|        | Milli                       | Tailândia                                    | rapper tailandesa                                                                              |             |
|        | Monica Musonda              | Zâmbia                                       | empresária da Zâmbia, advogada e empreendedora                                                 |             |
|        | Monica Simpson              | Estados Unidos                               | ativista americana, executiva                                                                  |             |
|        | Moud Goba                   | Zimbábue                                     | ativista LGBTQ+ do Zimbábue                                                                    |             |
|        | Mónica Eva Copa             | Bolívia                                      | política boliviana                                                                             |             |
|        | Naja Lyberth                | Predefinição:Country data Reino da Dinamarca | psicóloga na Groenlândia                                                                       |             |
|        | Nana Darkoa Sekyiamah       | Gana                                         | escritora e blogueira feminista ganense                                                        |             |
|        | Naomi Long                  | Reino Unido                                  | política britânica                                                                             |             |
|        | Narges Mohammadi            | Irão Predefinição:Country data Irã Pahlavi   | ativista iraniana de direitos humanos                                                          |             |
|        | Nathalie Becquart           | França                                       | freira católica francesa                                                                       |             |
|        | Nazanin Zaghari-Ratcliffe   | Reino Unido Irão                             | cidadã duplo britânica-iraniana, jornalista                                                    |             |
|        | Nigar Marf                  | Iraque                                       | enfermeira da unidade de terapia intensiva iraquiana                                           |             |
|        | Niloufar Bayani             | Irão                                         | conservacionista iraniana                                                                      |             |
|        | Oleksandra Matviichuk       | Ucrânia                                      | ativista de direitos humanos ucranianas                                                        |             |
|        | Olena Zelenska              | Ucrânia                                      | Primeira-dama da Ucrânia                                                                       |             |
|        | Ona Carbonell               | Espanha                                      | nadadora espanhola                                                                             |             |
|        | Ons Jabeur                  | Tunísia                                      | tenista tunisina                                                                               |             |
|        | Park Ji-hyun                | Coreia do Sul                                | ativista política sul-coreana, nascida em 1996                                                 |             |
|        | Priyanka Chopra             | Índia                                        | atriz, cantora e modelo indiana                                                                |             |
|        | Reema Juffali               | Arábia Saudita                               | pilota de corrida saudita                                                                      |             |
|        | Rita Moreno                 | Estados Unidos                               | atriz americana                                                                                |             |
|        | Roya Piraei                 | Irão                                         | ativista iraniana dos direitos das mulheres                                                    |             |
|        | Roza Salih                  | Escócia                                      | política escocês e ativista de direitos humanos                                                |             |
|        | Salima Mukansanga           | Ruanda                                       | árbitra de futebol ruandesa                                                                    |             |
|        | Sally Scales                | Austrália                                    | artista australiana e líder cultural pitjantjatjara                                            |             |
|        | Samrawit Fikru              | Etiópia                                      | empreendedora de tecnologia etíope                                                             |             |
|        | Sandy Cabrera Arteaga       | Honduras                                     | ativista de direitos reprodutivos hondurenhos                                                  |             |
|        | Sandya Eknaligoda           | Sri Lanka                                    | ativista dos direitos humanos                                                                  |             |
|        | Sanjida Islam Choya         | Bangladesh                                   | ativista dos direitos das mulheres de Bangladesh                                               |             |
|        | Sarah Chan                  | Sudão do Sul                                 | jogadora de basquete sul-sudanesa e olheira da NBA                                             |             |
|        | Selma Blair                 | Estados Unidos                               | atriz americana                                                                                |             |
|        | Sepideh Qolian              | Irão                                         | ativista política iraniana                                                                     |             |
|        | Simone Tebet                | Brasil                                       | política brasileira, Ministra do Planejamento e Orçamento do Brasil                            |             |
|        | Sirisha Bandla              | Estados Unidos Índia                         | engenheira aeronáutica e astronauta comercial indiana-americana                                |             |
|        | Sneha Jawale                | Índia                                        | assistente social indiana                                                                      |             |
|        | Sofía Heinonen              | Argentina                                    | conservacionista argentina                                                                     |             |
|        | Suvada Selimović            | Bósnia e Herzegovina                         | ativista da paz na Bósnia e Herzegovina                                                        |             |
|        | Taisiya Bekbulatova         | Rússia                                       | jornalista política russa                                                                      |             |
|        | Tamana Zaryab Paryani       | Afeganistão                                  | ativista afegã pelos direitos das mulheres                                                     |             |
|        | Tarana Burke                | Estados Unidos                               | activista dos direitos civis                                                                   |             |
|        | Ursula von der Leyen        | Alemanha                                     | política alemã, Presidente da Comissão Europeia                                                |             |
|        | Velia Vidal                 | Colômbia                                     | escritora colombiana                                                                           |             |
|        | Velmariri Bambari           | Indonésia                                    | ativista da violência anti-sexual indonésia                                                    |             |
|        | Victoria Baptiste           | Estados Unidos                               | enfermeira americana e educadora de vacinas                                                    |             |
|        | Wegahta Gebreyohannes Abera | Etiópia                                      | trabalhadora de ajuda humanitária etíope                                                       |             |
|        | Yana Zinkevych              | Ucrânia                                      | voluntária médica ucraniana                                                                    |             |
|        | Yuliia Paievska             | Ucrânia                                      | fundadora ucraniana do Corpo de Ambulância voluntária                                          |             |
|        | Yuliia Sachuk               | Ucrânia                                      | líder de deficiência ucraniana e ativista de direitos humanos                                  |             |
|        | Yulimar Rojas               | Venezuela                                    | atleta venezuelana                                                                             |             |
|        | Zahra Joya                  | Afeganistão                                  | jornalista hazara do Afeganistão                                                               |             |
|        | Zar Amir Ebrahimi           | França Irão                                  | actriz franco-iraniana                                                                         |             |
|        | Zara Muhammadi              | Irão                                         | ativista curda                                                                                 |             |
|        | Zhou Xiaoxuan               | China                                        | ativista e participante do movimento #MeToo nos EUA                                            |             |

∑ 100 items.